# Loïc Meillard
Loïc Meillard, född 29 oktober 1996, är en schweizisk alpin skidåkare som debuterade i världscupen den 10 januari 2015 i Adelboden i Schweiz. Hans första individuella pallplats i världscupen kom när han slutade tvåa i tävlingen i storslalom den 19 december 2018 i Saalbach-Hinterglemm i Österrike.
Meillard deltog vid olympiska vinterspelen 2018.
Vid VM 2025 i Saalbach-Hinterglemm tog Meillard guld i lagkombination tillsammans med Franjo von Allmen, guld individuellt i slalom samt brons i storslalom.